# Quebrada del Rosario
Quebrada del Rosario è un comune (corregimiento) della Repubblica di Panama situato nel distretto di Las Minas, provincia di Herrera. Si estende su una superficie di 46,1 km² e conta una popolazione di 794 abitanti (censimento 2010).